# Deutsche Kammerphilharmonie

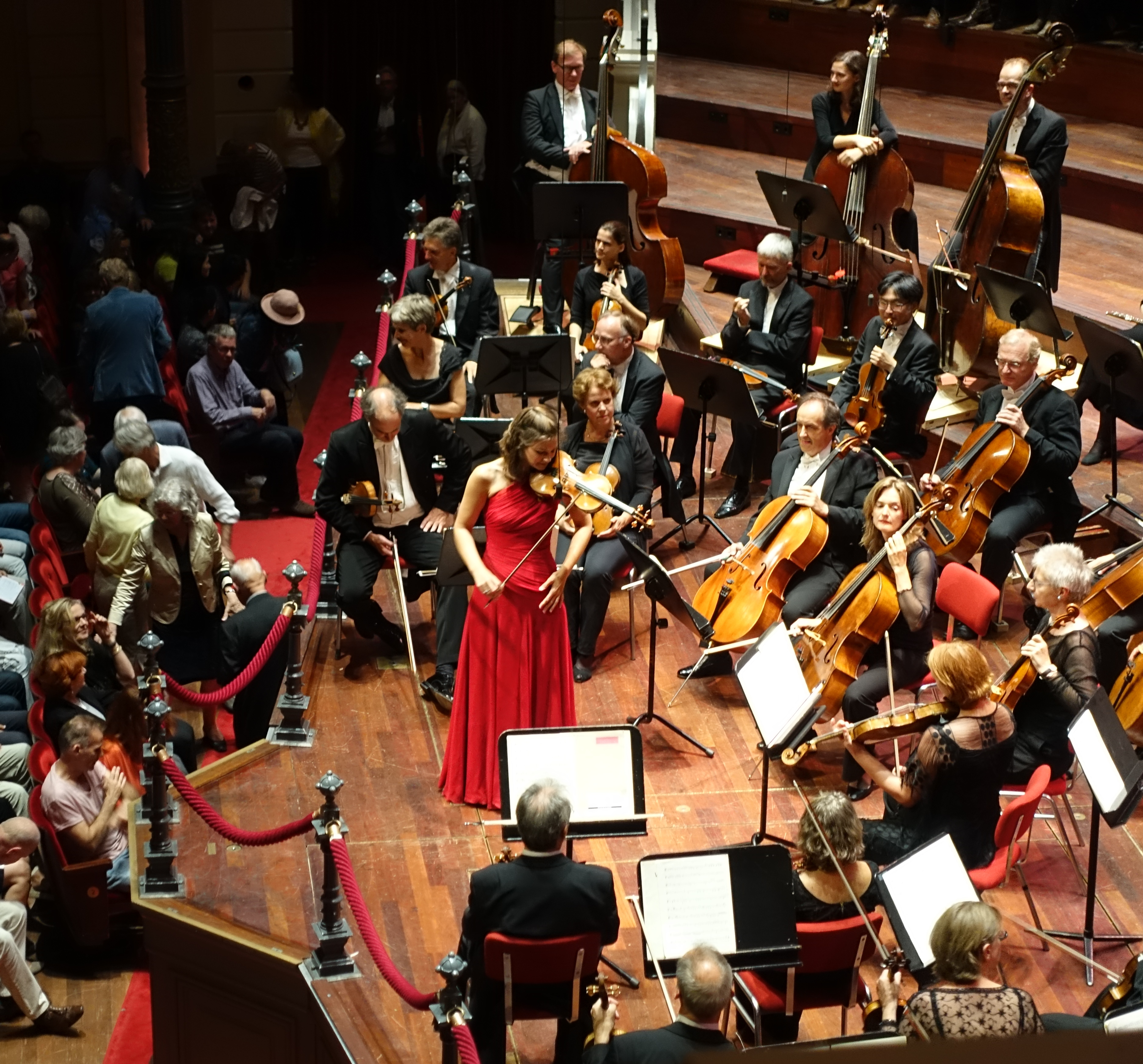
Janine Jansen et la Deutsche Kammerphilharmonie

La Deutsche Kammerphilharmonie est un orchestre de chambre fondé à Francfort en 1980 et basé à Brême depuis 1992.
Il est dirigé par Paavo Järvi depuis 2004.

## Historique
L'orchestre a été fondé en 1980 et était initialement une association d'étudiants en musique. En 1983, il s'est produit devant les Nations unies. En 1983, 1984 et 1985 il a joué au Festival de musique de chambre de Lockenhaus. En 1987, il est devenu un orchestre de chambre professionnel ayant son siège à Francfort. Depuis 1992, la Deutsche Kammerphilharmonie a son siège à Brême.
Depuis 1992, la Deutsche Kammerphilharmonie donne annuellement quatre concerts par abonnement, des concerts spéciaux, une série consacrée à la musique de chambre et participe au festival d'été en plein air à Lesmona. L'orchestre est depuis 1998 associé au Festival de musique de Brême et participe à des productions théâtrales avec le metteur en scène Klaus Maria Brandauer.
En plus des concerts, les musiciens organisent depuis 1992 des présentations de concerts et d'ateliers de travail en coopération avec les écoles et les institutions d'éducation pour les adultes.
En avril 2007, la Deutsche Kammerphilharmonie a déménagé dans de nouveaux locaux de travail dans la Gesamtschule Bremen-Ost. La nouvelle salle de répétition peut être également utilisée pour des événements publics et aussi comme studio d'enregistrement avec la qualité SACD.
En 1998, les vents solistes de la Deutsche Kammerphilharmonie ont obtenu un prix ECHO Klassik.
La Deutsche Kammerphilharmonie est organisée comme une société dans laquelle les musiciens sont les partenaires exclusifs. Ainsi, ils ne sont pas seulement responsables du côté artistique, mais aussi pour du côté économique. L'orchestre est subventionné à 40 %, les 60 % restants sont obtenus par les concerts.
À partir de 2017 la Deutsche Kammerphilharmonie est l’orchestre résident du Festival Kissinger Sommer.

## Directeurs
À partir de 1988, l'orchestre a travaillé avec des chefs invités principaux comme Mario Venzago, Heinrich Schiff, Jiří Bělohlávek, et en 1995, Thomas Hengelbrock a été nommé le premier directeur artistique. La percée est venue pendant le mandat de Daniel Harding nommé directeur musical.

## Discographie
- Mozart : Concertos pour piano, avec Mikhail Pletnev, chez Virgin Classics (2003)
- Beethoven : Symphonies Nos. 1 & 5, sous la direction de Paavo Järvi, chez RCA Red Seal (2008)